# Фальк Гоффманн
Фальк Гоффманн (нім. Falk Hoffmann; нар. 29 серпня 1952) — німецький стрибун у воду.
Учасник Олімпійських Ігор 1972, 1976 років, олімпійський чемпіон 1980 року в стрибках з десятиметрової вишки. Медаліст чемпіонатів світу 1973, 1978 років.